# Alstroemeria schizanthoides
Alstroemeria schizanthoides là một loài thực vật có hoa trong họ Alstroemeriaceae. Loài này được Grau miêu tả khoa học đầu tiên năm 1982.